# Vettaikkaranpudur
Vettaikkaranpudur är en ort i Indien.   Den ligger i distriktet Coimbatore och delstaten Tamil Nadu, i den södra delen av landet, 2 000 km söder om huvudstaden New Delhi. Vettaikkaranpudur ligger 284 meter över havet och antalet invånare är 18 128.
Terrängen runt Vettaikkaranpudur är platt åt nordost, men åt sydväst är den kuperad. Runt Vettaikkaranpudur är det tätbefolkat, med 511 invånare per kvadratkilometer. Närmaste större samhälle är Pollachi, 14,9 km nordost om Vettaikkaranpudur. Trakten runt Vettaikkaranpudur består till största delen av jordbruksmark.